# Aeroportul Ilhéus Jorge Amado
Aeroportul Ilhéus Jorge Amado (IATA: IOS, ICAO: SBIL) este un aeroport din Ilhéus, Bahia, Brazilia ce deservește zona Ilhéus. Aeroportul a fost tranzitat în 2022 de 629.056 de pasageri. A fost numit după Jorge Amado.
Situat la o altitudine de 4 m, aeroportul dispune de 1 pistă. Este operat de Infraero⁠(d).

## Infrastructură

### Piste
Aeroportul dispune de o singură pistă. Pista 11/29 are suprafața de asfalt și dimensiunile 1.577 m × 45 m. 